# Armstrong (månekrater)
Armstrong er et lille nedslagskrater på Månen. Det ligger i den sydlige del af Mare Tranquillitatis på Månens forside og er opkaldt efter den amerikanske astronaut Neil Armstrong (født 1930).
Navnet blev officielt tildelt af den Internationale Astronomiske Union (IAU) i 1970. 

## Omgivelser
Sabinekrateret ligger stik vest for Armstrong, der blev kaldt Sabine-E, før det fik sit nuværende navn af IAU.
Armstrongkrateret ligger omkring 50 km nordøst for Apollo 11-landingsstedet. Krateret er det østligste af rækken med tre kratere, som er opkaldt til ære for besætningsmedlemmerne på Apollo 11. Nord for krateret er nedslagsstedet for Ranger 8. 
Billedet herunder, der er taget i skrå vinkel af Apollo 16, viser omgivelserne ved Apollo 11's landingssted(A11) med kraterne Aldrin (Al), Collins (C), Armstrong (Ar) og Moltke (M), set i nordlig retning.

## Måneatlas
- Billeder af Armstrongkrateret i LPI-måneatlasset